# Giorno dei morti (romanzo)
Giorno dei morti (titolo orig. Sparkling Cyanide) è un romanzo poliziesco della scrittrice britannica Agatha Christie pubblicato nel 1945. La trama è tratta dal racconto Iris gialli, apparso sullo Strand Magazine del 1937, che aveva come protagonista Hercule Poirot, qui sostituito dal colonnello John Race del Servizio Segreto, chiamato a risolvere il mistero delle morti di una coppia sposata, esattamente un anno dopo. Il racconto fu poi inserito nella raccolta In tre contro il delitto. Il romanzo espande la trama del precedente racconto.
La prima pubblicazione fu una serializzazione su The Saturday Evening Post, in otto puntate dal 15 luglio (Volume 216, Numero 3) al 2 settembre 1944 (Volume 217, numero 10) col titolo Remembered Death, con le illustrazioni di with Hy Rubin.
Il titolo dell'edizione britannica - letteralemente Cianuro spumeggiante - fu modificato nell'edizione USA in Remembered Death, ispirando la titolazione italiana dell'opera.

## Trama
Rosemary è morta ormai da undici mesi, ma il suo ricordo rivive, nel bene e nel male, in tutti coloro che l'hanno conosciuta. E soprattutto in coloro che erano presenti nel giorno del suo tragico suicidio, avvenuto durante una cena nell'elegante ristorante "Luxemburg". Proprio un anno dopo, però, una serie di lettere anonime fa balenare il sospetto che non si sia trattato di un suicidio, bensì di un assassinio. Tutti e cinque gli invitati alla cena avevano un valido motivo per vedere Rosemary morta e nessuno è proprio quello che dice di essere. La verità verrà alla luce solamente dopo un'allucinante e fatale ricostruzione del crimine.

## Adattamento cinematografico
- Cianuro a colazione (Sparkling Cyanide), 1983, film televisivo di Robert Michael Lewis con Anthony Andrews, Deborah Raffin, Pamela Bellwood e Nancy Marchand.

## Curiosità
- Il titolo originale è Sparkling Cyanide che tradotto in italiano sarebbe Cianuro spumeggiante[1]
- Giorno dei morti fa parte del ciclo di romanzi della Christie in cui non c'è un particolare detective. Questo contribuisce a focalizzare l'attenzione sui personaggi, le loro peculiarità i loro legami ed i loro comportamenti, rendendo così questo libro un avvincente giallo psicologico[1].

## Edizioni italiane
- Giorno dei morti, traduzione di Alberto Tedeschi, Collana I Libri Gialli (nuova serie) n.20, Milano, Arnoldo Mondadori Editore, marzo 1947, 1955,  p. 96.
- Giorno dei morti, nuova edizione, Collana I Classici del Giallo Mondadori n.304, 1978 - I Classici del Giallo, Mondadori n.631, 1991; Prefazione di Lia Volpatti, Collana Oscar n.1391 (Oscar Gialli n.76), Mondadori, 1981-1992; Collana Oscar Narrativa (Scrittori del Novecento) n.1511, Mondadori, 1996-2002, ISBN 978-88-04-41142-0; Edizione illustrata e annotata, Presentazione e cura di Gianni Rizzoni, Collezione Agatha Christie, Milano, Mondolibri 1999; Collana Oscar Scrittori Moderni, Mondadori, 2003, ISBN 978-88-045-1926-3; Collana Oscar Gialli, Mondadori, 2019, ISBN 978-88-047-1011-0.